# さすらいの口ぶえ
『さすらいの口ぶえ』（さすらいのくちぶえ）は、高階良子による日本の漫画作品。

## 概要
『なかよし』（講談社）にて1973年（昭和48年）3月号から同年7月号まで連載された。単行本は「講談社コミックスなかよし」から1976年（昭和51年）4月に刊行され、また2013年6月に「高階良子選集16［シャンバラ（下）］」（秋田書店ボニータコミックスα）に「さすらいの口笛」と改題されて収録された。

## あらすじ
資産家の娘として育った女子高生、小菅みちるは、両親が家を守る事と財産の事しか考えてない。自分の事を思いやらないと感じており、派手な同級生達と交際。夜遊びをし飲酒。この時に父が開発させた「T・A」を狙う一味により誘拐されてしまう。そこで「風」を名乗る青年、左門直樹に出会う。みちるの命と引き換えに重要書類を渡す様に命じられた父は偽の書類を出すが、直樹を始めとする一味に見破られ、みちるはショックを受ける。左門により一旦、帰宅させられた彼女は、父への失望と直樹への恋心から家出。彼がいると思われる神戸に向かう。実は直樹は犯罪歴があり少年院に服役後、みちるの祖父である桑野富一郎に引き取られて跡継ぎとして目を掛けられていた。その直樹は、みちると「EE電気」の事件、そして神戸の「S産業KK貿易（株）」の社長一家の処理を桑野から任される。
直樹とみちるは、それぞれ別の場所で浅野社長の愛人の娘、綾と知り合う。余命幾ばくもない状態の綾から、手を組んでいる中沢組から抜けたい。中沢につきまとわれている異母姉を救いたいと依頼され、中沢と対決。彼に負傷させられながらも改心させる。怪我の治療の為、綾の入院する病院へ向かった直樹を待っていたのは綾の死という悲しい報せだった。最後まで自身に縋ってくれなかった綾に嘆く直樹は、やってきたみちるを婚約者である義昭の元に返そうとするが、みちるとの結婚は桑野の財産目当てという義昭に激怒し、2人で部屋に戻るのだった。直樹を跡継ぎにと見初めていた桑野は、孫娘の選択を喜び、直樹がさすらいの旅を終えて自身の元にみちると共に戻る日を待っていると心の中でつぶやく。

## 登場人物
左門直樹（さもん なおき）
代議士の丸子信重（まるこ のぶしげ）と愛人の息子。母を弄んだ上、小料理屋を奪い取ろうとした父を殺害。逮捕され少年院に入っていた(この時、母は父を追って自殺)　出所直後に桑野に引き取られ、EE電気が社運を賭けて開発した新商品「T・A」の成否が社運に影響するとして重要な任務を任される。腕っ節が強く後ろ暗い印象だが、心優しい面もあり、自分を慕うみちるに心を動かされ、ラストで結ばれる。通称「風」
小菅みちる（こすげ - ）
桑野の孫娘で私立高校に在籍。厳格で身勝手な両親に反発し、夜遊びをして誘拐されてしまった時に直樹に救助され、再会したい気持ちを抑えられずに神戸へ向かう。そこで綾から受けた親切に感激。世間知らずな面があったが、直樹と綾との出会いで次第に変化してゆく。桑野から気に入られている。
桑野富一郎（くわの とみいちろう）
財界の重鎮でみちるの母方の祖父。身寄りをなくした直樹を出所後に引き受け、目を掛ける。みちるの家出と誘拐に関して、直樹が関与していると知って「時には世間を知るのも大事」と彼女の両親の前でつぶやき、直樹にすべてを任せている。みちると直樹が結ばれることを願っている。
ハチ公
最初は中沢の手先だったが、直樹を慕う様になり、彼についてゆく。
みちるの母
富一郎の娘で、跡取りだが結婚に際しては夫の姓に変更。夫が父に認められ財産を相続して欲しいと願っていて、夫の代わりに対外活動などもおこなう。娘に厳しい面があり、婚約者と友人まで決めてしまい反発される。
みちるの父
姓は小菅。ファーストネームは不明。自身も大手企業社長だが富一郎には頭があがらない。みちるが誘拐された時に身代として重要書類を要求され、ダミーを用意。直樹に見抜かれる。同時にみちるにも「愛されてない」と思わせてしまう。
森義昭（もり よしあき）
みちるの従兄弟で婚約者。(みちるの父の妹の息子となる)　もともとは「親しい従兄弟」としてみちるから悪感情は抱かれていなかったが、直樹に連れられてみちると再会した時、直樹を悪く言ったり、みちると結婚したい理由は桑野の孫だからと言い、みちるから拒絶される。
中沢
中沢組組長。神戸市の豪邸に住んでいる。浅野の娘のすみかに片思いをし、彼女の異母妹の綾と手を組み、浅野の横領をネタに脅迫して結婚を強要の他、数多くの悪事を重ねてきた。しかし、対決した直樹の人柄と死をも恐れぬ行動に心を動かされ、潔く身を引く。
中沢レイ（なかざわ れい）
中沢の妹。兄以上に悪辣な性格で神戸周辺を牛耳り、みちるにも嫌がらせをしている。
長井綾（ながい　あや）
浅野と愛人の娘。末期癌の母親を助けたい一心で、中沢の組に加入し浅野家に嫌がらせをするが、血の繋がった父と異母姉を救いたいと気持ちが変化。そして家出して路頭に迷っていたみちるを自分の部屋に連れて行って世話をする。自身も母同様に末期癌を患っているが、中沢との約束もあり働かなければと言い張り、みちるを心配させる。のちに直樹によって強制入院(入院費は直樹が前払いをしている)　医師から「生きているのが不思議な位」と言われてしまう。まもなく母が別の病院で亡くなったのを知ってしまい、父と姉が中沢から救われ、そして自分の事を認めたと知らぬまま亡くなる。やや蓮っ葉な印象だが根は優しい性格。みちると同年代の17歳以下とみられるが学校に通っている様子はない。
浅野（あさの）
神戸の「S産業KK貿易（株）」の社長。18年前に愛人との間に綾が生まれているが、母子を捨て正妻の元に戻り平穏に暮らしていた。しかし、社長就任直後に綾の母の為におこなった公金横領をネタに中沢に脅されていた。直樹に救われ、そして彼から綾に頼まれたと知って心を動かされる。
浅野すみか（あさの - ）
浅野の正妻の娘。中沢につきまとわれ、直樹に救助されるが彼の過去を知ってショックを受け、罵倒した事もある。しかし中沢から迫られた時に直樹が好きだと主張。ここで綾の本心を知って、それまで憎悪していた彼女を見直す。

## 書籍情報
- 高階良子 『さすらいの口ぶえ』 講談社〈講談社コミックスなかよし〉、全1巻

1976年（昭和51年）4月5日発売 ISBN 4-06-108240-X
- 高階良子選集16［シャンバラ（下）］秋田書店〈ボニータコミックスα〉

2013年6月14日発売 ISBN 978-4-253-09394-1